# Кухня Греческой Македонии
Кухня (Греческой) Македонии — блюда Македонии, Северной Греции. Современная кухня Греческой Македонии совмещает в себе греческую, балканскую, средиземноморскую и старую османскую кухни.

## Описание
Македонская кухня характеризуется блюдами из мяса и рыбы, сырами и продуктами из сыра, овощами, фруктами, винами и закусками. Многообразие блюд — основная отличительная черта македонской кухни. Это гирос, кавурмас, касери соху с яйцами саханаки, бугатса с сыром, сувлаки, пастурмазопита, бугиурни.
Самые известные пироги — это пироги с сыром, шпинатом, зеленью, кабачками, мясом, сыром касери, курятиной, капустой, рисом, яблоком и луком. Среди закусок особо отличается «айвар» из сладкого красного перца. Среди мясных блюд имеют место «чебапи», «кефтинью», «скару», «турли таву» и т. д.

## Области Македонии
Почти каждая область Греческой Македонии обладает традиционными продуктами или блюдами. Кавала отличается лакердой, что является соленой закуской из рыбы. Шафран из Козани особенно отличается и в Греции выращивается только здесь. Флорина отличается разновидностями перца, особенно красным перцем. Традиционный македонский сыр Касери после феты является самым известным сыром в Греции. Другими сырами характерными для Македонии является мизитра и бадзос. Область Пилио отличается грибами. Для города Науса характерны персики.

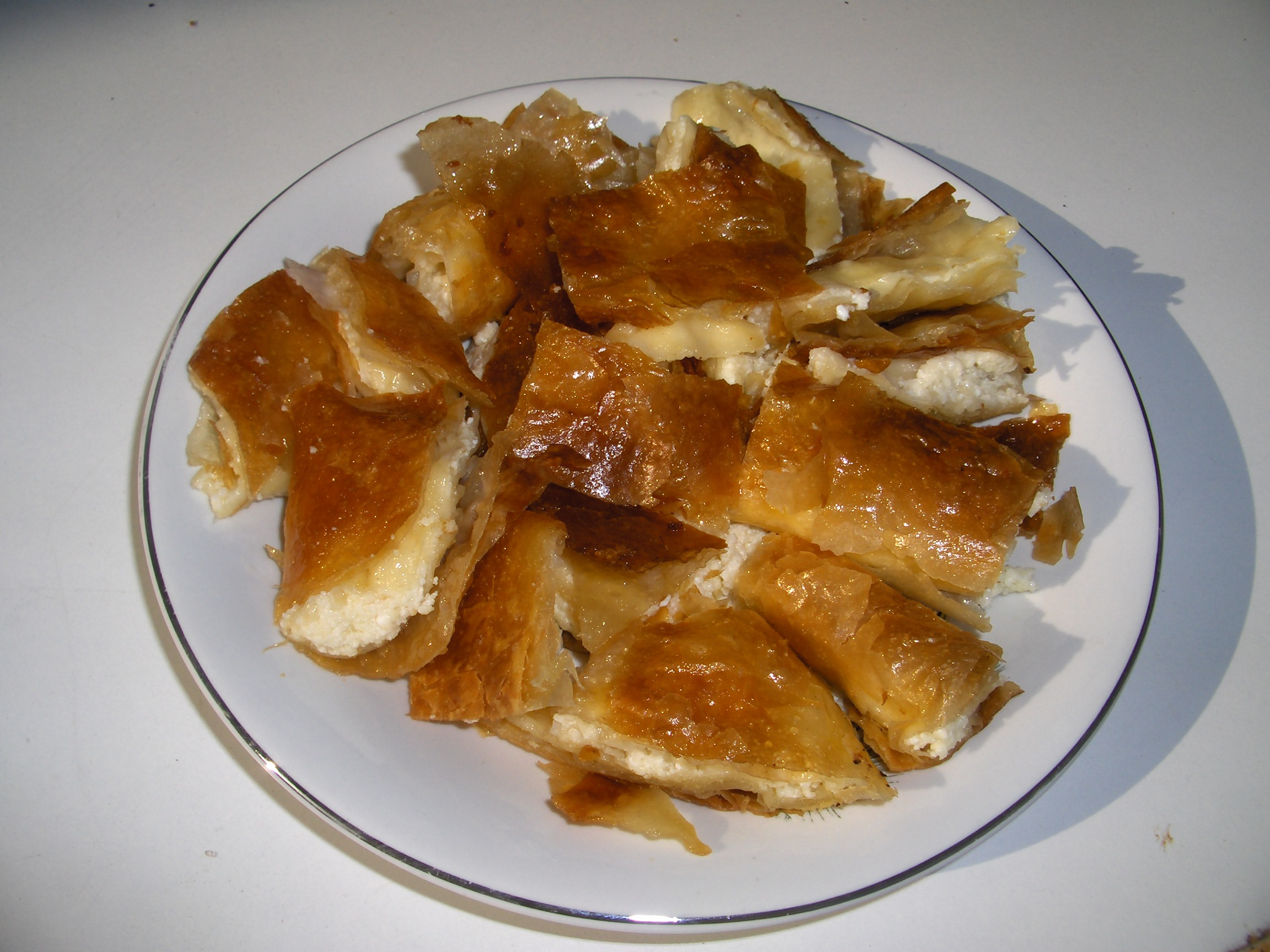
Македонская бугаца

## Сладости
В Греческой Македонии самыми известными сладостями являются:
- Бугаца
- Халва
- Лукумадес
- Свиги
- Равани из Верии
- Мармелад

Мармелады области Аридия и Науса особенно популярны.

## Напитки

### Вино
В Греции самым древним винодельческим регионом является Македония. Город Науса, расположенная на горе Вермион стала первым регионом, где были зарегистрированы винодельческие организации Греции. Здесь вина производится из местного вида винограда Ксиномавро.